# Fundeni, Buzău
Fundeni este satul de reședință al comunei Zărnești din județul Buzău, Muntenia, România. Localitatea este situată în valea Câlnăului, în Subcarpații de Curbură.
La sfârșitul secolului al XIX-lea, satul Fundeni era reședința comunei Fundeni din plaiul Slănic al județului Buzău. Comuna Fundeni cuprindea cătunele Fundeni și Fundenii de la Drumul Bogdanului, având în total 1370 de locuitori ce trăiau în 294 de case. În comuna Fundeni funcționau o moară cu aburi, două stâne, o școală cu 72 de elevi (din care 27 de fete) și o biserică ortodoxă cu hramul Sfântul Dumitru. În 1925, comuna Fundeni se contopise deja cu comuna Zărnești, formând comuna Fundeni-Zărnești, iar satul a fost reședința acestei comune, alcătuită din satele Fundeni, Cuculeasa, Ghizdița, Luncași și Zărnești, cu o populație de 4017 locuitori. Ulterior, comuna și-a luat numele de Zărnești, dar satul Fundeni este în continuare reședința ei.

## Monumente
- Conacul Marghiloman din Fundeni